# 1. florbalová liga mužů 1997/1998
1. florbalová liga mužů 1997/1998 byla 5. ročníkem nejvyšší mužské florbalové soutěže v Česku.
Základní část soutěže odehrálo 12 týmů systémem dvakrát každý s každým. V této sezóně se hrálo naposledy turnajovým systémem a naopak play-off hrálo poprvé osm týmů.
Vítězem ročníku se potřetí stal tým Tatran Střešovice po porážce mistra předchozích dvou ročníků, týmu 1. SC SSK Vítkovice, ve finále.
Nováčky v této sezoně byly týmy Orka Stará Boleslav a Aligator Ostrava. Stará Boleslav postoupila poprvé. Tým Aligator Ostrava se vrátil do 1. ligy po jedné sezóně v nižší soutěži. Dříve hrál pod názvem UHC Ostrava. Ani jeden z nováčků svoji účast v nejvyšší soutěži neudržel.
Sestupující týmy byly v následující sezóně nahrazeny týmy Kanon Praha a North Stars Ostrava. Kanon do 1. ligy postoupil poprvé. Tým North Stars vrátil do nejvyšší soutěže po jedné sezóně.
Luděk Beneš dosáhl rekordních 62 bodů v základní části.

## Základní část
| Poř. | Tým                   | Záp. | Výh. | Rem. | Pro. | Branky    | Body | Poznámka |
| ---- | --------------------- | ---- | ---- | ---- | ---- | --------- | ---- | -------- |
| 1.   | AC Sparta CCS Praha   | 22   | 16   | 3    | 3    | 120 : 551 | 35   | play-off |
| 2.   | Tatran Střešovice     | 22   | 16   | 3    | 3    | 101 : 541 | 35   | play-off |
| 3.   | TJ Mentos Chodov      | 22   | 15   | 2    | 5    | 111 : 651 | 32   | play-off |
| 4.   | 1. SC SSK Vítkovice   | 22   | 13   | 4    | 5    | 109 : 771 | 30   | play-off |
| 5.   | Sharks Havlíčkův Brod | 22   | 9    | 4    | 9    | 101 : 871 | 22   | play-off |
| 6.   | FBC Ostrava           | 22   | 9    | 3    | 10   | 192 : 981 | 21   | play-off |
| 7.   | FK Třeboň             | 22   | 9    | 3    | 10   | 197 : 901 | 21   | play-off |
| 8.   | Torpedo Havířov       | 22   | 8    | 3    | 11   | 178 : 110 | 19   | play-off |
| 9.   | Bulldogs Brno         | 22   | 7    | 3    | 12   | 185 : 901 | 17   |          |
| 10.  | Crazy Boys Liberec    | 22   | 6    | 4    | 12   | 160 : 951 | 16   | baráž    |
| 11.  | Orka Stará Boleslav   | 22   | 4    | 3    | 15   | 162 : 115 | 11   | sestup   |
| 12.  | Aligator Ostrava      | 22   | 2    | 1    | 19   | 169 : 149 | 5    | sestup   |

## Vyřazovací boje

### Pavouk
|  | Čtvrtfinále (na zápasy) | Čtvrtfinále (na zápasy) |                     |   | Semifinále (na zápasy) | Semifinále (na zápasy) |  |  | Finále (na zápasy) | Finále (na zápasy) |
|  |                         |                         |                     |   |                        |                        |  |  |                    |                    |
|  |                         |                         |                     |   |                        |                        |  |  |                    |                    |
|  | Tatran Střešovice       | 2                       |                     |   |                        |                        |  |  |                    |                    |
|  | Tatran Střešovice       | 2                       |                     |   |                        |                        |  |  |                    |                    |
|  | FK Třeboň               | 0                       |                     |   |                        |                        |  |  |                    |                    |
|  | FK Třeboň               | 0                       | Tatran Střešovice   | 2 |                        |                        |  |  |                    |                    |
|  |                         |                         | Tatran Střešovice   | 2 |                        |                        |  |  |                    |                    |
|  |                         | TJ Mentos Chodov        | 1                   |   |                        |                        |  |  |                    |                    |
|  | TJ Mentos Chodov        | TJ Mentos Chodov        | 1                   | 2 |                        |                        |  |  |                    |                    |
|  | TJ Mentos Chodov        |                         |                     | 2 |                        |                        |  |  |                    |                    |
|  | FBC Ostrava             | 0                       |                     |   |                        |                        |  |  |                    |                    |
|  | FBC Ostrava             | 0                       | Tatran Střešovice   | 2 |                        |                        |  |  |                    |                    |
|  |                         |                         | Tatran Střešovice   | 2 |                        |                        |  |  |                    |                    |
|  |                         | 1. SC SSK Vítkovice     | 1                   |   |                        |                        |  |  |                    |                    |
|  | AC Sparta CCS Praha     | 1. SC SSK Vítkovice     | 1                   | 2 |                        |                        |  |  |                    |                    |
|  | AC Sparta CCS Praha     |                         |                     | 2 |                        |                        |  |  |                    |                    |
|  | Torpedo Havířov         | 0                       |                     |   |                        |                        |  |  |                    |                    |
|  | Torpedo Havířov         | 0                       | AC Sparta CCS Praha | 0 |                        |                        |  |  |                    |                    |
|  |                         |                         | AC Sparta CCS Praha | 0 |                        |                        |  |  |                    |                    |
|  |                         | 1. SC SSK Vítkovice     | 2                   |   |                        |                        |  |  |                    |                    |
|  | 1. SC SSK Vítkovice     | 1. SC SSK Vítkovice     | 2                   | 2 |                        |                        |  |  |                    |                    |
|  | 1. SC SSK Vítkovice     |                         |                     | 2 |                        |                        |  |  |                    |                    |
|  | Sharks Havlíčkův Brod   | 0                       |                     |   |                        |                        |  |  |                    |                    |
|  | Sharks Havlíčkův Brod   | 0                       |                     |   |                        |                        |  |  |                    |                    |

### Čtvrtfinále
Na dva vítězné zápasy.
AC Sparta CCS Praha – Torpedo Havířov 2 : 0 na zápasy
- Sparta – Havířov 4 : 3 (2:1, 0:1, 2:1)
- Sparta – Havířov 6 : 3 (2:2, 3:1, 1:0)

Tatran Střešovice – FK Třeboň 2 : 0 na zápasy
- Tatran – Třeboň 6 : 5 (0:1, 5:1, 1:3)
- Tatran – Třeboň 4 : 1 (0:0, 2:1, 2:0)

TJ Mentos Chodov – FBC Ostrava 2 : 0 na zápasy
- Chodov – FBC Ostrava 8 : 3 (3:0, 1:0, 4:3)
- Chodov – FBC Ostrava 3 : 2p (1:2, 0:0, 1:0, 1:0)

1. SC SSK Vítkovice – Sharks Havlíčkův Brod 2 : 0 na zápasy
- Vítkovice – Havl. Brod 10 : 3 (2:2, 5:1, 3:0)
- Vítkovice – Havl. Brod 17 : 6 (2:4, 2:2, 3:0)

### Semifinále
Na dva vítězné zápasy.
AC Sparta CCS Praha – 1. SC SSK Vítkovice  0 : 2 na zápasy  
- Sparta – Vítkovice 3 : 7 (0:1, 1:3, 2:3)
- Sparta – Vítkovice 1 : 3 (0:1, 0:0, 1:2

Tatran Střešovice – TJ Mentos Chodov 2 : 1 na zápasy 
- Tatran – Chodov 4 : 3 (1:0, 2:2, 1:1)
- Tatran – Chodov 3 : 7 (2:3, 1:1, 0:3)
- Chodov – Tatran 3 : 4 (0:1, 1:1, 2:2)

### Finále
Na dva vítězné zápasy.
Tatran Střešovice – 1. SC SSK Vítkovice 2 : 1 na zápasy
- Tatran – Vítkovice 1 : 5 (1:1, 0:1, 0:3)
- Tatran – Vítkovice 3 : 1 (0:0, 2:1, 1:0)
- Vítkovice – Tatran 1 : 2 (0:0, 1:1, 0:1)

### O 3. místo
Na jeden vítězný zápas.
AC Sparta CCS Praha – TJ Mentos Chodov 4 : 5p (1:1, 3:2, 0:1, 0:1)

### Konečná tabulka play-off
| Pořadí           | Tým                   |
| ---------------- | --------------------- |
| Zlatá medaile    | Tatran Střešovice     |
| Stříbrná medaile | 1. SC SSK Vítkovice   |
| Bronzová medaile | TJ Mentos Chodov      |
| 4.               | AC Sparta CCS Praha   |
| 5.               | Sharks Havlíčkův Brod |
| 6.               | FBC Ostrava           |
| 7.               | FK Třeboň             |
| 8.               | Torpedo Havířov       |